# حسن شاه
حُسن شاه (1931 - 14 يوليو 2012) ولدت في حي المنيرة القاهرة لأب ترجع جذوره إلى مدينة المنصورة في دلتا مصر، وبدأت خطواتها الأولى داخل فيلتها الصغيرة الجميلة بحمامات القبة المطلة على سراي الملك، وكان والدها يعمل مديراً لإدارة ومصروفات بلدية الإسكندرية بوزارة المالية، وكان رجلاً مثقفاً يجيد اللغتين الإنجليزية والفرنسية.

## انجازتها
تقلدت الكاتبة الراحلة العديد من المناصب المهمة بدءاً من تأسيس صفحة أخبار الأدب بجريدة «الأخبار»، ثم في عام 1984 تولت رئاسة تحرير مجلة «الكواكب» الفنية بمؤسسة دار الهلال، وتعد الكاتبة الراحلة واحدة من أهم نقاد وكتاب السينما الكبار الذين برزت أعمالهم باعتبارها أفلاما هادفة تناقش العديد من القضايا الاجتماعية مثل أفلام أريد حلا إخراج سعيد مرزوق وبطولة فاتن حمامة عام 1975 وهو الفيلم الذي تسبب في تغيير قانون الأحوال الشخصية عام 1978 ومن بعده فيلم امرأة مطلقة عام 1987 ثم الضائعة إخراج عاطف سالم عام 1986 والغرقانة إخراج محمد خان عام1993 والقتل اللذيذ إخراج أشرف فهمى عام 1998 وأخيراً فيلم «الإرهاب» إخراج نادر جلال عام 1989 ومسلسل حياتي أنت عام 2006.

## حياتها
في عام1950التحقت حُسن شاه بكلية الحقوق جامعة الإسكندرية، وبعد التخرج عملت كمحامية تحت التمرين بإحدى مكاتب المحاماة بالإسكندرية، كما بدأت في مراسلة جريدة أخبار اليوم. بعد فترة من مراسلة أخبار اليوم، وقد أقنعها علي أمين بترك المحاماة والتفرغ للصحافة، وانتقلت حسن إلى القاهرة لتعيش مع خالها الطبيب وتبدأ حياتها الفعلية مع عالم الصحافة.
نجحت حُسن شاه في أن تحصل على لقب أول صحفية تخوض غمار صحافة التقمص، ففى عام1956 تقمصت دور كمسارية، لتصنع تحقيقا صحفيا، وتوالى التقمص.
وكانت أول صحفية تدخل الجزائر في عام1962بعد جلاء الاستعمار وأجرت حورات مع فدائيين ومع والدة بن بيلا قائد جيش التحرير ورئيس الجزائر بعد ذلك، كما قضت شهرا كاملا مع جيش التحرير الفلسطيني. التحقت بقسم المسرح والنقد بالجامعة الأمريكية ثم دخلت معهد السينما قسم إخراج وسيناريو، وكانت أول سيدة تحصل على منصب نائبة رئيس التحرير منذ عام 1963, ثم تولت رئاسة تحرير مجلة (الكواكب) عام 1984، لتكون أول رئيس تحرير لمجلة غير نسائية في مصر.

## وصلات خارجية
- رحلت صاحبة «أريد حلاً» ، أخبار اليوم في 14 يوليو 2012